# Дискография Владимира Высоцкого
В статье представлены сведения об основных изданиях пластинок с записями выступлений Владимира Высоцкого. Фактически изданий, особенно в последнее время, было гораздо больше, однако они, в основном, представляют собой переиздания либо сборники.

## Прижизненные издания в СССР

### Персональные пластинки
- 1968 г. «Песни из кинофильма „Вертикаль“. Музыка и слова Владимира Высоцкого. Исполняет автор». (Гибкая грампластинка 33ГД-000867, 33ГД-000868). Вошли песни: Прощание с горами. Песня о друге[1]. Вершина. Военная песня. (На конверте напечатаны тексты этих четырёх песен).
- 1972 г. «Песни Владимира Высоцкого из кинофильмов». (Моно. Грампластинка 33Д-00032907, 33Д-00032908). Вошли песни: Он не вернулся из боя (из к/ф «Сыновья уходят в бой»). Песня о новом времени (из к/ф «Война под крышами»). Братские могилы (из к/ф «Я родом из детства»). Песня о Земле (из к/ф «Сыновья уходят в бой»). (Инструментальный ансамбль).
- 1974 г. «Песни Владимира Высоцкого». (Моно. Грампластинка 33Д-00035249, 33Д-00035250). Вошли песни: Мы вращаем Землю. Сыновья уходят в бой (из к/ф «Сыновья уходят в бой»). Аисты (из к/ф «Война под крышами»). В темноте (для к/ф «Сыновья уходят в бой»). (Инструментальный ансамбль).
- 1974 г. «Песни Владимира Высоцкого». (Грампластинка 33С-0004607, 33С-0004608). Вошли песни: Корабли. Чёрное золото. Утренняя гимнастика. Холода (из к/ф «Я родом из детства»). (Инструментальный ансамбль).
- 1975 г. «Владимир Высоцкий. Песни». (Гибкая грампластинка Г62-04737, Г62-04738). Вошли песни: Кони привередливые. Скалолазка. Москва — Одесса. (Ансамбль «Мелодия» под управлением Г. Гараняна).
- 1975 г. «Песни Владимира Высоцкого». (Моно. Грампластинка М62-37515, М62-37516). Вошли песни: Она была в Париже. Кони привередливые. Скалолазка. Москва — Одесса. (Ансамбль «Мелодия» под управлением Г. Гараняна).
- 1978 (зап. 1973-1975) г. «Владимир Высоцкий поёт свои песни». («Баллады и песни»). («Мелодия» совместно с болгарской фирмой «Балкантон». Грампластинка С90-10769, С90-10770). Вошли песни: Мы вращаем Землю. Он не вернулся из боя (моно). Чёрное золото. Холода, холода. Корабли. Ещё не вечер. Лирическая. Скалолазка. Москва — Одесса. Дом хрустальный. Ноль семь. Утренняя гимнастика. (Ансамбль «Мелодия» под управлением Г. Гараняна. В СССР этот диск не продавался, однако на этикетке была надпись «Made in USSR»[2]).

### С участием Высоцкого

#### Сборники включающие песни в исполнении Высоцкого
- 1975 г. «Славься, шахтёрский труд!» (Моно. Грампластинка М60-37697, М60-37698). Вошли песни: Чёрное золото.
- 1976 г. «Музыка из кинофильма „Бегство мистера Мак-Кинли“». (Гибкая грампластинка Г62-05261, Г62-05262). Вошли песни: Улица (сл. М. Швейцера). Баллада об уходе в рай (Высоцкий).
- 1976 г. «Песни советского кино». (Грампластинка С90-07295, С90-07296). Вошли песни: Баллада об уходе в рай.
- 1976 (1977) г. «Алиса в Стране чудес. Песни из музыкальной сказки». (Грампластинка С52-08053, С52-08054).
- 1979 г. «Друзьям-однополчанам». (Моно. Грампластинка М60-41451, М60-41452). Вошли песни: Он не вернулся из боя. Братские могилы.
- 1979 г. «День Победы». (Грампластинка С60-11683, С60-11742). Вошли песни: Мы вращаем Землю.
- 1980 г. «Ты припомни, Россия, как всё это было». (Моно. Грампластинка М60-42323, М60-42324, М60-42325, М60-42326). Вошли песни: Аисты. Песня о Земле. Песня о новом времени.

#### Аудиопостановки
Высоцкий принимал участие в создании 11 радиоспектаклей, часть из них вышла на дисках ещё при его жизни (подробнее см. Радиоспектакли с участием В. С. Высоцкого):
- 1965 г. Фрагменты из спектакля Театра на Таганке «10 дней, которые потрясли мир». Журнал «Кругозор» 1965 г., № 6, звуковая страница 4, гибкая грампластинка ГД-000212, «„Поэма о революции“. С новым спектаклем знакомит А. Свободин».
- 1965 г. «Павшие и живые». Аудиозапись спектакля Театра на Таганке.
- 1969 г. «Моя знакомая». Радиоспектакль.
- 1970 г. «Богатырь монгольских степей» и «Дружба на вечные времена». Радиоспектакль в двух частях.
- 1970 г. «Альта — пароль срочного вызова». Радиоспектакль.
- 1971 г. «Зелёный фургон». Радиоспектакль. («Мелодия» 1974 г. Грампластинка М50-36677, М50-36678).
- 1971 г. «За Быстрянским лесом». Радиоспектакль.
- 1976 г. «Алиса в Стране чудес». («Мелодия» 1976 г. 2 грампластинки С50-07159, С50-07160 и С50-07161, С50-07162).
- 1976 г. «Мартин Иден». Радиоспектакль. («Мелодия» 1980 г. 2 грампластинки М40-42753, М40-42754 и М40-42755, М40-42756).
- 1977 г. «Незнакомка». Радиоспектакль. («Мелодия» 1979 г. 2 грампластинки М40-42071, М40-42072 и М40-42073, М40-42074).
- 1978 г. «Каменный гость». Радиоспектакль. («Мелодия» 1986 г. 2 грампластинки М10-47021 009).
- 1980 г. «Гамлет». Аудиозапись спектакля Театра на Таганке.

## Диски, изданные в СССР и РФ после смерти

### Персональные издания

#### Не серийные (отдельные) издания
- 1980 (зап. 1974-1975) г. «Владимир Высоцкий. Песни». (Грампластинка С60-14761, С60-14762). Вошли песни: Песня о друге (моно). Он не вернулся из боя (моно). Скалолазка. Прощание с горами (моно). Жираф. Вершина (моно). Сыновья уходят в бой (моно). Лирическая. Ноль семь. Песня о переселении душ. Утренняя гимнастика. Корабли. (Ансамбль «Мелодия» под управлением Г. Гараняна. Инструментальный ансамбль. На конверте фотография сделанная Борисом Палатником 22.01.1980 г. в «Останкино» во время видеозаписи передачи «Кинопанорама»).
- 1980 (зап. 1974) г. «Владимир Высоцкий. Песни». (Гибкая грампластинка Г62-08447, Г62-08448). Вошли песни: Песня о переселении душ. Жираф. Лирическая. Ноль семь. (Ансамбль «Мелодия» под управлением Г. Гараняна).
- 1980 (зап. 1974) г. «Владимир Высоцкий. Песни». (Грампластинка С62-15087, С62-15088). Вошли песни: Песня о переселении душ. Жираф. Лирическая. Ноль семь. (Ансамбль «Мелодия» под управлением Г. Гараняна).
- 1981 (зап. 1974-1975) г. «Владимир Высоцкий. Песни». (Гибкая грампластинка Г62-08519, Г62-08520). Вошли песни: «Як»-истребитель. Дом хрустальный 1974. Надежда. Ещё не вечер 1974. (Ансамбль «Мелодия» под управлением Г. Гараняна).
- 1981 (зап. 1974-1975) г. «Владимир Высоцкий. Песни». (Грампластинка С62-16247, С62-16248). Вошли песни: «Як»-истребитель. Дом хрустальный 1974. Надежда. Ещё не вечер 1974. (Ансамбль «Мелодия» под управлением Г. Гараняна).
- 1987 (зап. 1960-1980) г. «Сыновья уходят в бой» (Моно. 2 грампластинки М60-47429 008, М60-47430 и М60-47431 006, М60-47432).
- 1987 (зап. 1974) г. «Владимир Высоцкий. Марина Влади». (Грампластинка LP С60 25959 008, С6025960). Вошли песни: Марина Влади поёт песни Владимира Высоцкого: О двух автомобилях. Так дымно. Я несла свою беду. Марьюшка. Так случилось, мужчины ушли. Как по Волге-матушке. Владимир Высоцкий поёт свои песни: Вариации на цыганские темы. Белое безмолвие. Лирическая. Ноль семь. Дом хрустальный. Ещё не вечер. (Ансамбль «Мелодия» под управлением Г. Гараняна).
- 1990 (зап. 1977) г. «Владимир Высоцкий. „Охота на волков“». («МетаДиджитал» 2 грампластинки 17 1090, 18 1090 и 19 1090, 20 1090). Вошли песни: Чёрные бушлаты. Жил я с матерью и батей. Кто-то высмотрел плод. Проложите, проложите. Песенка прыгуна в высоту. Песенка сентиментального боксёра. Горное эхо. Ну вот исчезла дрожь в руках. Погоня. Дом. Едешь ли в поезде, в автомобиле. Парус. Сам виноват и слёзы лью, и охаю. Чтоб не было следов, повсюду подмели. Я вышел ростом и лицом. Ты думаешь, что мне не по годам. Песня о вещей Кассандре. Охота на волков. В заповеднике, вот в каком забыл. Истома ящерицей ползает в костях. Кто кончил жизнь трагически. Я весь в свету, доступен всем глазам. (Инструментальный ансамбль).
- 1991 (зап. 1974-1975) г. «Владимир Высоцкий. Избранное». («Мелодия» CD. Код SUCD 60-00293). Вошли песни: Кони привередливые. Она была в Париже. 07. Дом хрустальный. Скалолазка. Лирическая. Ещё не вечер. Холода, холода. Москва — Одесса. Вариации на цыганские темы. Мы вращаем Землю. Чёрные бушлаты. «Як»-истребитель. Надежда. Чёрное золото. Корабли. Песня о переселении душ. Жираф. Утренняя гимнастика. Белое безмолвие. (Ансамбль «Мелодия» под руководством Г. Гараняна).
- 1992 (зап. 1973-1979) г. «Владимир Высоцкий. Горизонт». («Venda Co, Ltd». 2 грампластинки R90 01051) Вошли песни: Горизонт. МАЗы. Чужая колея. В дорогу – живо! Или – в гроб ложись… Тот, который не стрелял. Случай в ресторане. Я не люблю. Ой, где был я вчера. Милицейский протокол. Поездка в город. Диалог у телевизора. Товарищи учёные. Мои похорона. Проложите, проложите… Случай 1973. Прерванный полёт 1973. Что случилось в Африке. Честь шахматной короны – подготовка. Честь шахматной короны – игра. Кто за чем бежит. Конец охоты на волков, или Охота с вертолётов. Лекция о международном положении. Одна научная загадка, или Почему аборигены съели Кука. Райские яблоки. Баллада об уходе в рай. Оплавляются свечи… (Записано Бабеком Серушем и Константином Мустафиди в 1973, 1974, 1979 годах).
- 1992 (зап. 1976-1980) г. «Владимир Высоцкий. Моя цыганская». («Venda Co, Ltd». Грампластинка R90 01065) Вошли песни: Кони привередливые 1976. Разбойничья 1976. Купола российские 1976. Баллада о детстве 1976. Моя цыганская 1976. Две судьбы 1977. Про глупцов 1977. Вальс о конце войны 1980. Марш о конце войны 1980. Мелодия вальса о конце войны 1980. (Записано Бабеком Серушем и Владимиром Высоцким в 1976, 1977, 1980 годах).
- 1993 (зап. 1977) г. «Высоцкий в Париже». («Ладъ» CD. Код LDR 437002). Вошли песни: Чёрные бушлаты. Песня о госпитале. Кто-то высмотрел плод, что неспел… Проложите, проложите. Песенка прыгуна в высоту. Песенка сентиментального боксёра. Расстрел горного эха. Горная лирическая. Погоня (из к/ф «Единственная»). Дом (из к/ф «Единственная»). Покойник. Парус, или песня беспокойства (из к/ф «Срочно требуется песня»). Чужая колея. Горизонт. Кругом пятьсот. Песня про Магадан. Песня о Вещей Кассандре. Охота на волков. Козёл отпущения. Песня конченого человека. О фатальных датах и цифрах. Песня певца у микрофона.
- 1996 (зап. 1977) г. «Натянутый канат». («PolyGram» CD. Код 531605-2). Вошли песни: Диалог у телевизора. Протопи ты мне баньку по-белому. Баллада о правде и лжи. Канатоходец. Баллада о детстве. Две судьбы. Тот, кто раньше с нею был. Бег иноходца. На Большом Каретном. Rein ne va, plus rein ne va. La fin du dal. (Сборник не повторяет французскую пластинку 1977 года «La corde raide»).
- 1996 г. «Прерванный полёт». («SoLyd Records» 2 CD. Код SLR 0066, SLR 0067) Вошли песни: Чёрные бушлаты. Песня о госпитале. Прерванный полёт. Проложите, проложите… Прыгун в высоту. Боксёр. Расстрел горного эха. К вершине. Какой был день. Погоня. Чужой дом. Весёлая покойницкая. Парус. Чужая колея. Горизонт. Кругом пятьсот. Магадан. Троя. Охота на волков. Заповедник. Конченый человек. Поэты. Певец у микрофона. Песенка про мангустов. Песня о новом времени. Песня о Земле. Он не вернулся из боя. Утренняя гимнастика. Прощание с горами. Сыновья уходят в бой. Темнота. Аисты. Братские могилы. (Сборник не повторяет французский альбом из двух пластинок 1981 года «Vol arrêté», и одноименный французский компакт-диск).
- 1996 (зап. 1974-1975) г. «Владимир Высоцкий. Лирическое». (CD. RCD 26806, по лицензии RCA) Вошли песни: Холода, холода. Лирическая. Надежда. Вариации на цыганские темы. Она была в Париже. Дом хрустальный. Москва — Одесса. Корабли. Песня о переселении душ. Утренняя гимнастика. Скалолазка. Ещё не вечер. Белое безмолвие. Чёрное золото. 07. Кони привередливые. (Данный сборник состоит из записей фирмы «Мелодия» и частично повторяет первый советский компакт-диск 1991 г. «Избранное»).
- 2006 (зап. 1977) г. «Высоцкий в Париже. Le chant du monde». («Международная книга» CD. Код МКМ 198). Вошли песни: Чёрные бушлаты. Песня о госпитале. Прерванный полёт. Проложите, проложите. Песенка о прыгуне в высоту. Песня о сентиментальном боксёре. Расстрел горного эха. Ну вот, исчезла дрожь в руках. Очи чёрные – погоня. Очи чёрные – старый дом. Весёлая покойницкая. Парус. Чужая колея. Горизонт. Дорожная история. Я уехал в Магадан. Песня о вещей Кассандре. Охота на волков. Песенка про козла отпущения. Песня конченного человека. О фатальных датах и цифрах. Певец у микрофона.
- 2012 г. «Высоцкий. Спасибо, что живой. Песни из кинофильма и не только…». («SoLyd Records» с «Bomba-Music». Грампластинка SLR LP 0144). Вошли песни: Райские яблоки. Конец охоты на волков. Певец у микрофона. Баллада о детстве. Вот твой билет, вот твой вагон. Ах, милый Ваня, я гуляю по Парижу. Охота на волков. Прошла пора. Охота на кабанов. Песня микрофона. Две судьбы. Как по Волге-матушке. Скажи ещё спасибо, что живой.
- 2013 г. «Владимир Высоцкий. Монолог». («Bomba-Music». Грамластинка BoMB 033-729 LP). Вошли песни: Попурри из песен: Песня о друге, Здесь Вам не равнина, Прощание с горами. Мы вращаем Землю. Почему аборигены съели Кука, или Одна научная загадка. Я не люблю. Пожары. Утренняя гимнастика. Парус. Шторм. Песенка ни про что, или Что случилось в Африке. Письмо в редакцию телепередачи «Очевидное — невероятное» из сумасшедшего дома – с Канатчиковой дачи. Песня о Земле. Баллада о любви.

#### 1987—1992 г. Серия «Мелодия» «На концертах Высоцкого»
Издано большое количество грампластинок.
Наиболее крупным изданием является выпущенная фирмой «Мелодия» серия пластинок «На концертах Владимира Высоцкого» на 21 диске, издаваемых с 1987 по 1992 года (слова и музыка всех песен В. Высоцкого, если не указано иначе):
| №   | Название                                       | Длительность |
| --- | ---------------------------------------------- | ------------ |
| 1.  | «На братских могилах»                          |              |
| 2.  | «Песня о госпитале»                            |              |
| 3.  | «Звёзды»                                       |              |
| 4.  | «Марш физиков»                                 |              |
| 5.  | «Песня студентов-археологов»                   |              |
| 6.  | «Песня конькобежца»                            |              |
| 7.  | «Песенка сентиментального боксёра»             |              |
| 8.  | «Песня о друге»                                |              |
| 9.  | «Вершина»                                      |              |
| 10. | «Скалолазка»                                   |              |
| 11. | «Прощание с горами»                            |              |
| 12. | «Марш космических негодяев»                    |              |
| 13. | «Песня о старом доме» (музыка М. Таривердиева) |              |
| 14. | «Нечисть»                                      |              |
| 15. | «Пародия на плохой детектив»                   |              |
| 16. | «Бабье лето» (слова И. Кохановского)           |              |
| 17. | «Мой друг уехал в Магадан»                     |              |
| 18. | «Парус»                                        |              |

| №   | Название                        | Длительность |
| --- | ------------------------------- | ------------ |
| 1.  | «Песня о новом времени»         |              |
| 2.  | «Аисты»                         |              |
| 3.  | «Деревянные костюмы»            |              |
| 4.  | «Про несчастных лесных жителей» |              |
| 5.  | «Песенка про джина»             |              |
| 6.  | «Песня о вещем Олеге»           |              |
| 7.  | «Песня о вещей Кассандре»       |              |
| 8.  | «Песня про дикого вепря»        |              |
| 9.  | «Лукоморья больше нет»          |              |
| 10. | «Корабли»                       |              |
| 11. | «Спасите наши души»             |              |
| 12. | «О хоккеистах»                  |              |
| 13. | «Дом хрустальный»               |              |

| №   | Название                       | Длительность |
| --- | ------------------------------ | ------------ |
| 1.  | «На братских могилах»          |              |
| 2.  | «Звёзды»                       |              |
| 3.  | «Мерцал закат»                 |              |
| 4.  | «Она была в Париже»            |              |
| 5.  | «Татуировка»                   |              |
| 6.  | «Москва — Одесса»              |              |
| 7.  | «Письмо на выставку»           |              |
| 8.  | «Ответ на письмо»              |              |
| 9.  | «В далеком созвездии Тау Кита» |              |
| 10. | «Пришельцы»                    |              |
| 11. | «Бал-маскарад»                 |              |
| 12. | «Солдаты группы «Центр»»       |              |
| 13. | «Йоги»                         |              |
| 14. | «От скучных шабашей»           |              |
| 15. | «Странная сказка»              |              |
| 16. | «Вариации на цыганские темы»   |              |

| №   | Название                  | Длительность |
| --- | ------------------------- | ------------ |
| 1.  | «Песня о друге»           |              |
| 2.  | «Памяти М. Хергиани»      |              |
| 3.  | «Песенка о старой Одессе» |              |
| 4.  | «О моём старшине»         |              |
| 5.  | «Снайпер»                 |              |
| 6.  | «Я не люблю»              |              |
| 7.  | «О переселении душ»       |              |
| 8.  | «Плагиатор»               |              |
| 9.  | «Жираф»                   |              |
| 10. | «Слухи»                   |              |
| 11. | «Поездка за город»        |              |
| 12. | «Чёрное золото»           |              |
| 13. | «На судне бунт»           |              |

| №   | Название                      | Длительность |
| --- | ----------------------------- | ------------ |
| 1.  | «О поэтах и кликушах»         |              |
| 2.  | «Песня лётчика-истребителя»   |              |
| 3.  | «„Як“-истребитель»            |              |
| 4.  | «Случай в ресторане»          |              |
| 5.  | «Песенка про мангустов»       |              |
| 6.  | «Весёлая покойницкая»         |              |
| 7.  | «Москва — Одесса»             |              |
| 8.  | «Вариации на цыганские темы»  |              |
| 9.  | «Лошадей 20 тысяч»            |              |
| 10. | «Моим друзьям»                |              |
| 11. | «Баллада о брошенном корабле» |              |
| 12. | «Корабли»                     |              |

| №   | Название                 | Длительность |
| --- | ------------------------ | ------------ |
| 1.  | «Утренняя гимнастика»    |              |
| 2.  | «Жертва телевидения»     |              |
| 3.  | «Про козла отпущения»    |              |
| 4.  | «Любовь в каменном веке» |              |
| 5.  | «О двух автомобилях»     |              |
| 6.  | «То ли в избу и запеть»  |              |
| 7.  | «Чужая колея»            |              |
| 8.  | «Марафон»                |              |
| 9.  | «Штангист»               |              |
| 10. | «Высота»                 |              |
| 11. | «Сыновья уходят в бой»   |              |
| 12. | «Про Магадан»            |              |
| 13. | «Несостоявшийся роман»   |              |
| 14. | «Невидимка»              |              |
| 15. | «На стол колоду»         |              |
| 16. | «Про первые ряды»        |              |

| №   | Название                              | Длительность |
| --- | ------------------------------------- | ------------ |
| 1.  | «Большой Каретный»                    |              |
| 2.  | «У меня гитара есть»                  |              |
| 3.  | «Дайте собакам мяса»                  |              |
| 4.  | «А люди всё роптали и роптали»        |              |
| 5.  | «В Ленинграде-городе у Пяти углов»    |              |
| 6.  | «Гололёд на земле, гололёд»           |              |
| 7.  | «Камнем грусть висит на мне»          |              |
| 8.  | «Лежит камень в степи»                |              |
| 9.  | «Жил-был добрый дурачина-простофиля»  |              |
| 10. | «Так оно и есть: словно встарь»       |              |
| 11. | «Я верю в друзей»                     |              |
| 12. | «В тот вечер я…»                      |              |
| 13. | «Копи!»                               |              |
| 14. | «Эй, шофёр, вези в Бутырский хутор»   |              |
| 15. | «Я однажды гулял по столице»          |              |
| 16. | «Сегодня я с большой охотою»          |              |
| 17. | «В наш тесный круг не каждый попадал» |              |
| 18. | «Я любил и женщин и проказы»          |              |
| 19. | «За меня невеста отрыдает честно»     |              |
| 20. | «Ты уехала на короткий срок»          |              |
| 21. | «Все срока уже закончены»             |              |
| 22. | «Всего лишь час дают на артобстрел»   |              |

| №   | Название                                      | Длительность |
| --- | --------------------------------------------- | ------------ |
| 1.  | «Один музыкант объяснил мне пространно…»      |              |
| 2.  | «Песня о нейтральной полосе»                  |              |
| 3.  | «Сколько я ни старался…»                      |              |
| 4.  | «Перед выездом в загранку…»                   |              |
| 5.  | «Передо мной любой факир – ну просто карлик…» |              |
| 6.  | «Проложите, проложите…»                       |              |
| 7.  | «Твердил он нам: „Моя она…“»                  |              |
| 8.  | «Спасибо, что живой…»                         |              |
| 9.  | «Ну о чём с тобою говорить…»                  |              |
| 10. | «У меня запой от одиночества…»                |              |
| 11. | «В этом доме большом…»                        |              |
| 12. | «На реке ль, на озере…»                       |              |
| 13. | «Сколько чудес за туманами кроется…»          |              |
| 14. | «Сидели, пили вразнобой…»                     |              |
| 15. | «Пока вы здесь в ванночке с кафелем…»         |              |
| 16. | «Рядовой Борисов»                             |              |
| 17. | «И вкусы и запросы мои странны…»              |              |
| 18. | «Песня о нотах»                               |              |
| 19. | «Мне каждый вечер зажигает свечи…»            |              |
| 20. | «Было так: я любил и страдал…»                |              |
| 21. | «Подводная лодка»                             |              |
| 22. | «Дела»                                        |              |
| 23. | «Давно смолкли залпы орудий…»                 |              |

| №   | Название                              | Длительность |
| --- | ------------------------------------- | ------------ |
| 1.  | «Разведка боем»                       |              |
| 2.  | «Встреча в ресторане»                 |              |
| 3.  | «В холода, в холода»                  |              |
| 4.  | «Сыт я по горло»                      |              |
| 5.  | «Песенка метателя молота»             |              |
| 6.  | «Песенка прыгуна в высоту»            |              |
| 7.  | «Баллада о гипсе»                     |              |
| 8.  | «Человек за бортом»                   |              |
| 9.  | «Горизонт»                            |              |
| 10. | «О переселении душ»                   |              |
| 11. | «Сон мне снится»                      |              |
| 12. | «Милицейский протокол»                |              |
| 13. | «Бег иноходца»                        |              |
| 14. | «Честь шахматной короны – подготовка» |              |
| 15. | «Честь шахматной короны – игра»       |              |

| №   | Название                           | Длительность |
| --- | ---------------------------------- | ------------ |
| 1.  | «Товарищи учёные»                  |              |
| 2.  | «Мы вращаем Землю»                 |              |
| 3.  | «Тот, который не стрелял»          |              |
| 4.  | «Песенка прыгуна в длину»          |              |
| 5.  | «Марафон»                          |              |
| 6.  | «После Чемпионата мира по футболу» |              |
| 7.  | «Целуя знамя»                      |              |
| 8.  | «Нет меня»                         |              |
| 9.  | «Мишка Шифман»                     |              |
| 10. | «Милицейский протокол»             |              |
| 11. | «Песня микрофона»                  |              |
| 12. | «Кони привередливые»               |              |

| №   | Название                         | Длительность |
| --- | -------------------------------- | ------------ |
| 1.  | «Всю войну под завязку»          |              |
| 2.  | «Песня о Земле»                  |              |
| 3.  | «На дистанции четвёрка первачей» |              |
| 4.  | «Кто-то высмотрел плод»          |              |
| 5.  | «Вот это да!»                    |              |
| 6.  | «Мы все живём как будто на…»     |              |
| 7.  | «Ой, где был я вчера»            |              |
| 8.  | «Горное эхо»                     |              |
| 9.  | «Так случилось, мужчины ушли»    |              |
| 10. | «Я не люблю»                     |              |
| 11. | «Парус»                          |              |

| №   | Название                                  | Длительность |
| --- | ----------------------------------------- | ------------ |
| 1.  | «Тюменская нефть»                         |              |
| 2.  | «Затяжной прыжок»                         |              |
| 3.  | «Памятник»                                |              |
| 4.  | «Всем делам моим на суши вопреки»         |              |
| 5.  | «Баллада об уходе в рай»                  |              |
| 6.  | «В дорогу живо! Или в гроб ложись»        |              |
| 7.  | «Я теперь в дураках, не уйти мне с земли» |              |
| 8.  | «Погоня»                                  |              |
| 9.  | «Дом»                                     |              |
| 10. | «Ну вот, исчезла дрожь в руках»           |              |
| 11. | «Про йогов»                               |              |
| 12. | «Он не вернулся из боя»                   |              |
| 13. | «Штормит весь вечер – и пока»             |              |
| 14. | «Мой друг уехал в Магадан»                |              |
| 15. | «Диалог у телевизора»                     |              |

| №  | Название                                                        | Длительность |
| -- | --------------------------------------------------------------- | ------------ |
| 1. | «День святого Никогда» (Б. Брехт — А. Васильев, Б. Хмельницкий) |              |
| 2. | «Песенка акына» (А. Вознесенский)                               |              |
| 3. | «Солдаты группы «Центр»»                                        |              |
| 4. | «Гимнастика»                                                    |              |
| 5. | «Вратарь»                                                       |              |
| 6. | «Попурри на тему песен к кинофильмам»                           |              |
| 7. | «Баллада про двух лебедей»                                      |              |
| 8. | «Джеймс Бонд»                                                   |              |

| №   | Название                      | Длительность |
| --- | ----------------------------- | ------------ |
| 1.  | «Бег иноходца»                |              |
| 2.  | «Товарищи учёные»             |              |
| 3.  | «Диагноз»                     |              |
| 4.  | «В ресторане»                 |              |
| 5.  | «Автозавистник»               |              |
| 6.  | «Песня автомобилиста»         |              |
| 7.  | «Плагиатор»                   |              |
| 8.  | «Баллада о детстве»           |              |
| 9.  | «Инструкция перед поездкой»   |              |
| 10. | «На таможне»                  |              |
| 11. | «Про йогов»                   |              |
| 12. | «Монолог Хлопуши» (С. Есенин) |              |

| №   | Название                                        | Длительность |
| --- | ----------------------------------------------- | ------------ |
| 1.  | «Прошла пора вступлений и прелюдий»             |              |
| 2.  | «Банька»                                        |              |
| 3.  | «У домашних и хищных зверей»                    |              |
| 4.  | «Баллада о бане»                                |              |
| 5.  | «Весна ещё в начале»                            |              |
| 6.  | «Правда, ведь обидно»                           |              |
| 7.  | «Кучера из МУРа укатили Сивку»                  |              |
| 8.  | «У нас вчера с позавчера»                       |              |
| 9.  | «На маскараде»                                  |              |
| 10. | «Марш аквалангистов»                            |              |
| 11. | «Песня про белого слона»                        |              |
| 12. | «Она была чиста, как снег зимой»                |              |
| 13. | «Было так: я любил и страдал»                   |              |
| 14. | «Оплавляются свечи на старинный паркет»         |              |
| 15. | «Про плотника Иосифа, деву Марию, Святого Духа» |              |
| 16. | «Про любовь в Древнем Риме»                     |              |
| 17. | «Про любовь в Средние века»                     |              |
| 18. | «Про любовь в эпоху Возрождения»                |              |
| 19. | «Она на двор, он со двора»                      |              |

| №   | Название                                  | Длительность |
| --- | ----------------------------------------- | ------------ |
| 1.  | «Гербарий»                                |              |
| 2.  | «Я из дела ушёл»                          |              |
| 3.  | «Вот – главный вход»                      |              |
| 4.  | «Про сумасшедший дом»                     |              |
| 5.  | «Летела жизнь»                            |              |
| 6.  | «Реальней сновидения и бреда»             |              |
| 7.  | «Песня о судьбе»                          |              |
| 8.  | «Интервью корреспонденту телевидения ФРГ» |              |
| 9.  | «Инструкция перед поездкой»               |              |
| 10. | «07»                                      |              |
| 11. | «Через 10 лет – всё так же»               |              |

| №   | Название                                                                                            | Длительность |
| --- | --------------------------------------------------------------------------------------------------- | ------------ |
| 1.  | «Лошадей двадцать тысяч»                                                                            |              |
| 2.  | «Тот, который не стрелял»                                                                           |              |
| 3.  | «Давайте после драки» (Б. Слуцкий)                                                                  |              |
| 4.  | «Одна научная загадка, или Почему аборигены съели Кука»                                             |              |
| 5.  | «Зарисовка о Ленинграде»                                                                            |              |
| 6.  | «Письмо из Парижа»                                                                                  |              |
| 7.  | «Письмо в редакцию телепередачи «Очевидное — невероятное» из сумасшедшего дома с Канатчиковой дачи» |              |
| 8.  | «Баллада о любви»                                                                                   |              |
| 9.  | «Серенада Соловья-Разбойника»                                                                       |              |
| 10. | «Куплеты нечисти»                                                                                   |              |
| 11. | «Про речку Вачу и попутчицу Валю»                                                                   |              |
| 12. | «Райские яблоки»                                                                                    |              |
| 13. | «Пожары»                                                                                            |              |

| №  | Название                                        | Длительность |
| -- | ----------------------------------------------- | ------------ |
| 1. | «Интервью телевидению г. Пятигорска 14.09.1979» |              |
| 2. | «Чёрные бушлаты»                                |              |
| 3. | «Побег „на рывок“»                              |              |
| 4. | «Ошибка вышла»                                  |              |
| 5. | «Диагноз»                                       |              |
| 6. | «История болезни»                               |              |
| 7. | «Из детства»                                    |              |
| 8. | «В младенчестве нас матери пугали»              |              |
| 9. | «Наши помехи – эпохе под стать»                 |              |

| №   | Название                                         | Длительность |
| --- | ------------------------------------------------ | ------------ |
| 1.  | «Охота на кабанов»                               |              |
| 2.  | «Ноты»                                           |              |
| 3.  | «Про любовь в Каменном веке»                     |              |
| 4.  | «Про любовь в Средние века»                      |              |
| 5.  | «Песенка ни про что, или Что случилось в Африке» |              |
| 6.  | «Поездка в город»                                |              |
| 7.  | «Моя цыганская»                                  |              |
| 8.  | «О конце войны»                                  |              |
| 9.  | «Две судьбы»                                     |              |
| 10. | «Про глупцов»                                    |              |
| 11. | «Разбойничья»                                    |              |
| 12. | «Купола российские»                              |              |

| №   | Название                                                     | Длительность |
| --- | ------------------------------------------------------------ | ------------ |
| 1.  | «Памятник»                                                   |              |
| 2.  | «Охота на волков»                                            |              |
| 3.  | «Возле города Пекина»                                        |              |
| 4.  | «Переворот в мозгах из края в край»                          |              |
| 5.  | «Про двух громилов, братьев Прова и Николая»                 |              |
| 6.  | «В подражание Окуджаве»                                      |              |
| 7.  | «Мой Гамлет»                                                 |              |
| 8.  | «Конец охоты на волков»                                      |              |
| 9.  | «Лекция о международном положении»                           |              |
| 10. | «Натянутый канат»                                            |              |
| 11. | «Мне судьба – до последней черты, до креста…»                |              |
| 12. | «Письмо торговца ташкентскими фруктами с Центрального рынка» |              |
| 13. | «Грусть моя, тоска моя»                                      |              |

| №   | Название                                                    | Длительность |
| --- | ----------------------------------------------------------- | ------------ |
| 1.  | «Песня завистника»                                          |              |
| 2.  | «В госпитале»                                               |              |
| 3.  | «Песня про Серёжку Фомина»                                  |              |
| 4.  | «Все ушли на фронт»                                         |              |
| 5.  | «Штрафные батальоны»                                        |              |
| 6.  | «Письмо рабочих тамбовского завода китайским руководителям» |              |
| 7.  | «Песня о китайцах»                                          |              |
| 8.  | «Мать моя – давай рыдать»                                   |              |
| 9.  | «Об очень сознательных жуликах»                             |              |
| 10. | «Это был воскресный день»                                   |              |
| 11. | «Уголовный кодекс»                                          |              |
| 12. | «Антисемиты»                                                |              |
| 13. | «Про Нинку»                                                 |              |
| 14. | «Грустный романс»                                           |              |
| 15. | «Я был слесарь шестого разряда»                             |              |
| 16. | «Перед выездом в загранку»                                  |              |
| 17. | «Лечь бы на дно»                                            |              |
| 18. | «Песня спившегося снайпера»                                 |              |
| 19. | «На Тихорецкую (М. Таривердиев — М. Львовский)»             |              |
| 20. | «Попутчик»                                                  |              |
| 21. | «Про стукача»                                               |              |

#### 1993—1994 г. Серия «Апрелевка» «Не издававшееся»
В 1993—1994 г. фирмой «Апрелевка Саунд Инк» были выпущены четыре пластинки с редкими и ранее не издававшимися песнями:
- 1993 (зап. 1963) г. «Татуировка». (Грампластинка М-0004). Вошли песни: Татуировка. Я был душой дурного общества. Что же ты, зараза? Бодайбо. Красное, зеленое. У тебя глаза – как нож. Я в деле. Город уши заткнул. Не уводите меня из весны. Правда ведь, обидно. Зека Васильев и Петров-зека. Товарищ Сталин (сл. Ю. Алешковского). За меня невеста. Эй, шофёр. Гитара. Ленинградская блокада. Позабыв про дела. Тот, кто раньше с нею был. Лежит камень в степи. Сивка-Бурка. Рано утром проснёшься (автор неизвестен). (Архивные записи из коллекции А. Савина).
- 1993 (зап. 1964) г. «Формулировка». (Грампластинка М-0011). Вошли песни: Песня про стукача. А счётчик щёлкает. Из весны. За хлеб и воду. Уголовный кодекс. Алёха. Формулировка. Рецидивист. О нашей встрече. Как у нас веселятся товарищи. Всё позади. На одного. Песня о звёздах. У тебя глаза – как нож. Городской романс. Я женщин не бил до семнадцати лет. Из жизни рабочих. В госпитале. Наводчица. Антисемиты. Большой Каретный. Все срока уже закончены. (Архивные записи из коллекции А. Савина).
- 1994 (зап. 1960-х-1970-х) г. «Но я не жалею». (Грампластинка М-0092). Вошли песни: У меня было сорок фамилий… Потеряю истинную веру… Парня спасём, парня в детдом… Мне ребята сказали… Сколько лет, сколько лет… День рождения лейтенанта милиции в ресторане «Берлин». Мишка Ларин. В пику, а не в черву. Катерина, Катя, Катерина… Гром прогремел. Здесь сидел ты, Валет… Песенка про жену Мао Цзедуна. Ох, инсайд. Запомню, запомню, запомню тот вечер… Много во мне маминого… Книжка с неприличным названьем. Песня бандитов. И душа и голова, кажись, болит… Не писать стихов мне и романов… Не покупают никакой еды… Нат Пинкертон – вот с детства мой кумир… Песня про врачей. Наши предки – люди темные и грубые… Отпустите мне грехи мои тяжкие… У меня друзья очень странные… Шнырит урка в ширме у майданщика… Свои обиды каждый человек… (Составитель А. Савин).
- 1994 (зап. 1960-х-1970-х) г. «Поговори хоть ты со мной». (Грампластинка М-0093). Вошли песни: Поговори хоть ты со мной… Пародия-импровизация. Очи чёрные. Утро туманное. Обидн, эх, досадно… Мы странно встретились… Среди миров в сиянии светил… Если я заболею. Она сказала: «Не люблю»… Девушка из Нагасаки. Власть исходит от народа… Какой большой ветер. На перовском на базаре… Таганка. Речечка. Я полмира почти через злые бои… Песня командировочного. Частушки. (Составитель А. Савин).

#### 1994—2000 г. Серия «SoLyd Records» «Серебряная подпись»
Во второй половине 1990-х компания «SoLyd Records» заключившая договор с наследниками Высоцкого, выпустила серию дисков «Высоцкий», в просторечии именуемых «Серия с автографом», или «Серебряная подпись». Диски Серебряной серии выпускались в премиальном исполнении с буклетом и серебряным тиснением, и в бюджетной версии с предельно упрощенной полиграфией.
- 1994 г. «Серебряные струны» (Песни 1961-1964 годов) (SLR 0009)
- 1994 г. «Штрафные батальоны» (Песни 1963-1966 годов) (SLR 0010)
- 1994 г. «Гололёд на земле, гололёд…» (Песни 1964-1967 годов) (SLR 0011)
- 1995 г. «Лукоморья больше нет» (Песни 1967-1968 годов) (SLR 0034)
- 1996 г. «Охота на волков» (Песни 1961-1968 годов) (SLR 0035)
- 1998 г. «Банька по-белому» (Песни 1966-1969 годов) (SLR 0063)
- 2000 г. «Зарыты в нашу память на века» Запись 1971 года (SLR 0260)

- В 1995 г. в этой же серии вышел CD-диск «Натянутый канат» «SoLyd Records» (Код SLR 0034 VYS 04). А в 1996 г. этот же диск выпущен «PolyGram» (Код 531605-2). Вошли песни: Диалог у телевизора. Протопи ты мне баньку по-белому. Баллада о правде и лжи. Канатоходец. Баллада о детстве. Две судьбы. Тот, кто раньше с нею был. Бег иноходца. На Большом Каретном. Rein ne va, plus rein ne va. La fin du dal.

- В 1996 г. вне серий вышел двойной CD компакт-альбом «Прерванный полёт» (1996, «SoLyd Records» SLR 0066/67), по лицензии Polydor France, также отличающийся и от французского двойного LP альбома «Vol arrêté» – «Прерванный полёт» – 1981 года, и от одноименного французского компакт-диска. Вошли песни: Чёрные бушлаты. Песня о госпитале. Прерванный полёт. Проложите, проложите… Прыгун в высоту. Боксёр. Расстрел горного эха. К вершине. Какой был день. Погоня. Чужой дом. Весёлая покойницкая. Парус. Чужая колея. Горизонт. Кругом пятьсот. Магадан. Троя. Охота на волков. Заповедник. Конченый человек. Поэты. Певец у микрофона. Песенка про мангустов. Песня о новом времени. Песня о Земле. Он не вернулся из боя. Утренняя гимнастика. Прощание с горами. Сыновья уходят в бой. Темнота. Аисты. Братские могилы.

#### 1996—2004 г. Серия «SoLyd Records» «Концерты»
В конце 1990-х фирма «SoLyd Records» начала выпуск концертной серии компакт-дисков:
- 1996 г. «Нью-Йоркский концерт 17 января 1979 года, часть 1» (SLR 0061)
- 1996 г. «Нью-Йоркский концерт 17 января 1979 года, часть 2» (SLR 0062)
- 1997 г. «Концерт в Торонто 12 апреля 1979 года, часть 1» (SLR 0085)
- 1997 г. «Концерт в Торонто 12 апреля 1979 года, часть 2» (SLR 0086)
- 1998 г. «Концерт в НИКФИ 26 января 1968 года» (SLR 0088)
- 1998 г. «Концерт в ДК „Коммуна“ 27 марта 1980 года, часть 1» (SLR 0097)
- 1998 г. «Концерт в ДК „Коммуна“ 27 марта 1980 года, часть 2» (SLR 0098)
- 1999 г. «Концерт в ДК „Юбилейный“ (Ивантеевка) 23 января 1976 года, часть 1» (SLR 0142)
- 1999 г. «Концерт в ДК „Юбилейный“ (Ивантеевка) 23 января 1976 года, часть 2» (SLR 0143)
- 2004 г. «Концерт в Кёльне 5 апреля 1979 года» (SLR 0111)

#### 1998—2001 г. Серия «SoLyd Records» «Массовый тираж»
В период 1998—2001 г. фирма «SoLyd Records» выпустила 28 CD-дисков Владимир Высоцкий, серия «Массовый тираж» в бюджетном исполнении. Она же «Жёлтая серия», или «Дешёвая серия». 
- 1998 г. 1 CD «Татуировка» (slr 0132)
- 1998 г. 2 CD «Таганка» (slr 0133)
- 1998 г. 3 CD «Все ушли на фронт» (slr 0139)
- 1998 г. 4 CD «Так оно и есть» (slr 0141)
- 1999 г. 5 CD «Я не люблю» (slr 0144)
- 1999 г. 6 CD «Бал-маскарад» (slr 0145)
- 1999 г. 7 CD «Про нашу любовь» (lr 0146)
- 1999 г. 8 CD «Невидимка» (slr 0147)
- 1999 г. 9 CD «Случай на шахте» (slr 0148)
- 1999 г. 10 CD «Москва — Одесса» (slr 0149)
- 1999 г. 11 CD «Кругом пятьсот» (slr 0058)
- 1999 г. 12 CD «Певец у микрофона» (slr 0093)
- 1999 г. 13 CD «Автопортрет» (slr 0212)
- 1999 г. 14 CD «Письмо к другу» (slr 0213)
- 1999 г. 15 CD «Цыганка с картами» (slr 0214)
- 1999 г. 16 CD «Мне туда не надо» (slr 0215)
- 2000 г. 17 CD «Погоня» (slr 0219)
- 2000 г. 18 CD «Антиалкогольная» (slr 220)
- 2000 г. 19 CD «Случай в ресторане» (slr 221)
- 2000 г. 20 CD «Поездка в город» (slr 0222)
- 2000 г. 21 CD «То ли – в избу…» (slr 0223)
- 2000 г. 22 CD «Бег иноходца» (slr 0224)
- 2000 г. 23 CD «Товарищи учёные!» (slr 0226)
- 2000 г. 24 CD «Про мангустов» (slr 0227)
- 2001 г. 25 CD «Песня о нотах» (slr 0204)
- 2001 г. 26 CD «За хлеб и воду» (slr 0205)
- 2001 г. 27 CD «Удар, удар, еше удар!» (slr 0306)
- 2001 г. 28 CD «Песня про йога» (slr 0307)

#### 1999 г. Серия «SoLyd Records» «Весь Высоцкий на 30 CD»
В 1999 году фирма «SoLyd Records» выпустила серию «Весь Высоцкий на 30 CD».
- 1999 г. 1 CD «Татуировка» (slr 0157)
- 1999 г. 2 CD «Формулировка» (slr 0158)
- 1999 г. 3 CD «Но я не жалею!» (slr 0159)
- 1999 г. 4 CD «Поговори хоть ты со мной» (slr 0160)
- 1999 г. 5 CD «Путешествие в прошлое» (slr 0161)
- 1999 г. 6 CD «Спасибо, что живой!» (slr 0162)
- 1999 г. 7 CD «Иван да Марья» (slr 0163)
- 1999 г. 8 CD «Баллады к к/ф „Бегство мистера Мак-Кинли“» (slr 0164)
- 1999 г. 9 CD «Свой остров» (slr 0165)
- 1999 г. 10 CD «Затяжной прыжок» (slr 0166)
- 1999 г. 11 CD «Концерт в ДК „Мир“» (slr 0167)
- 1999 г. 12 CD «Концерт в Центральном театре кукол 25 декабря 1973 года» (slr 0168)
- 1999 г. 13 CD «Концерт в ДК ВАМИ» (slr 0169)
- 1999 г. 14 CD «Концерт в ДК „Коммуна“ 27 марта 1980 года, часть 1» (slr 0170)
- 1999 г. 15 CD «Концерт в ДК „Коммуна“ 27 марта 1980 года, часть 2» (slr 0171)
- 1999 г. 16 CD «Тихорецкая» (slr 0172)
- 1999 г. 17 CD «Я родом из детства» (slr 0173)
- 1999 г. 18 CD «Песня о Волге» (slr 0174)
- 1999 г. 19 CD «Купола» (slr 0175)
- 1999 г. 20 CD «Потеряю истинную веру» (slr 0176)
- 1999 г. 21 CD «Лукоморья больше нет» (slr 0177)
- 1999 г. 22 CD «Банька по-белому» (slr 0178)
- 1999 г. 23 CD «Не волнуйтесь!» (slr 0179)
- 1999 г. 24 CD «Вес взят!» (slr 0180)
- 1999 г. 25 CD «Памятник» (slr 0181)
- 1999 г. 26 CD «История болезни» (slr 0182)
- 1999 г. 27 CD «Речечка» (slr 0183)
- 1999 г. 28 CD «Алиса в Стране чудес» (slr 0184)
- 1999 г. 29 CD «Мой Гамлет» (slr 0185)
- 1999 г. 30 CD «Концерт в Клубе-магазине „Эврика“» (slr 0186)

#### 2000 г. Серия «Moroz Records» «Весь Высоцкий на 32 CD»
В 2000 году «Moroz Records» перевыпустила расширенное и дополненное издание Серия CD «Весь Владимир Высоцкий» на 32 дисках (номера дисков MR 00301 CD — MR 00332 CD). Издание было столь существенно дополнено и переработано, что следует считать его самостоятельным изданием. 
- 2000 г. 1 CD «Татуировка» (MR 00301 CD)
- 2000 г. 2 CD «Формулировка» (MR 00302 CD)
- 2000 г. 3 CD «Но я не жалею!» (MR 00303 CD)
- 2000 г. 4 CD «Поговори хоть ты со мной» (MR 00304 CD)
- 2000 г. 5 CD «Путешествие в прошлое» (MR 00305 CD)
- 2000 г. 6 CD «Скажи ещё спасибо, что – живой!» (MR 00306 CD)
- 2000 г. 7 CD «Иван да Марья» (MR 00307 CD)
- 2000 г. 8 CD «Бегство мистера Мак-Кинли» (MR 00308 CD)
- 2000 г. 9 CD «Свой остров» (MR 00309 CD)
- 2000 г. 10 CD «Затяжной прыжок» (MR 00310 CD)
- 2000 г. 11 CD «Концерт в ДК „Мир“» (MR 00311 CD)
- 2000 г. 12 CD «Концерт в Центральном театре кукол 25 декабря 1973 года» (MR 00312 CD)
- 2000 г. 13 CD «Концерт в ДК ВАМИ» (MR 00313 CD)
- 2000 г. 14 CD «Концерт в ДК „Коммуна“ 27 марта 1980 года, часть 1» (MR 00314 CD)
- 2000 г. 15 CD «Концерт в ДК „Коммуна“ 27 марта 1980 года, часть 2» (MR 00315 CD)
- 2000 г. 16 CD «Тихорецкая» (MR 00316 CD)
- 2000 г. 17 CD «Я родом из детства» (MR 00317 CD)
- 2000 г. 18 CD «Песня о Волге» (MR 00318 CD)
- 2000 г. 19 CD «Купола» (MR 00319 CD)
- 2000 г. 20 CD «Потеряю истинную веру» (MR 00320 CD)
- 2000 г. 21 CD «Лукоморья больше нет» (MR 00321 CD)
- 2000 г. 22 CD «Банька по-белому» (MR 00322 CD)
- 2000 г. 23 CD «Не волнуйтесь!» (MR 00323 CD)
- 2000 г. 24 CD «Вес взят!» (MR 00324 CD)
- 2000 г. 25 CD «Памятник» (MR 00325 CD)
- 2000 г. 26 CD «История болезни» (MR 00326 CD)
- 2000 г. 27 CD «Речечка» (MR 00327 CD)
- 2000 г. 28 CD «Алиса в Стране чудес» (MR 00328 CD)
- 2000 г. 29 CD «Мой Гамлет» (MR 00329 CD)
- 2000 г. 30 CD «Концерт в Клубе-магазине „Эврика“» (MR 00330 CD)
- 2000 г. 31 CD «Концерты в Казани» (MR 00331 CD)
- 2000 г. 32 CD «Концерт в Северодонецке» (MR 00332 CD)

#### 2001—2005 г. Серия «Master Sound Records» «Ремейки»
В 2000-е годы было выпущено двадцать два компакт-диска (альбома) с ремастированными песнями Владимира Семёновича. Треки были представлены современными ремейками, в основу которых лёг вокал Высоцкого, очищенный от авторского звукового сопровождения и наложенный на современные музыкальные аранжировки.
- 2001 г. «Уголовный кодекс»
- 2002 г. «Рецидивист»
- 2004 г. «Поездка в город»
- 2005 г. «Золотые хиты»

#### 2002—2004 г. Серия «Пролог-Мьюзик» «Ремейки новое звучание»
«Пролог-Мьюзик», серия «New Sound — Новое звучание»:
- 2002 г. «Лукоморье»
- 2003 г. «Милицейский протокол»
- 2004 г. «История болезни»

#### 2004—2007 г. Серия «ВсяЭтаМузыка-Продакшн» «Ремейки новое звучание»
«ВсяЭтаМузыка-Продакшн», серия «New Sound — Новое звучание»:
- 2004 г. 1 CD «Золотые мои россыпи…»
- 2004 г. 2 CD «Всё не так, ребята…»
- 2004 г. 3 CD «Тот, который не стрелял…»
- 2004 г. 4 CD «Чуть помедленнее, кони…»
- 2005 г. 5 CD «Идёт охота на волков…»
- 2005 г. 6 CD «Это я не вернулся из боя…»
- 2005 г. 7 CD «Ой, где был я вчера…»
- 2005 г. 8 CD «Ещё не вечер…»
- 2005 г. 9 CD «В тридевятом государстве…»
- 2006 г. 10 CD «Я любил и женщин, и проказы…»
- 2006 г. 11 CD «Смешно, не правда ли, смешно…»
- 2006 г. 12 CD «Профессионалы, часть 1»
- 2006 г. 13 CD «Профессионалы, часть 2»
- 2007 г. 14 CD «Я уехал в Mагадан…»
- 2007 г. 15 CD «Я, конечно, вернусь…»

#### 2008 г. Серия «Bomba-Music» «Все песни 15 CD»
В 2008 году компания «Bomba-Music» выпустила специальное подарочное издание в виде 15 компакт дисков (15CD BoxSet). Это издание называется «Все песни» и включает в себя песни В. Высоцкого начиная с 1960 по 1980 год. По причинам, связанным с охраной интеллектуальной собственности, слушатель не найдёт в этом издании песню «Открытые двери больниц, жандармерий…», фонограмма которой принадлежит Михаилу Шемякину. Любители творчества будут рады услышать ранее не издававшуюся песню — посвящение Константину Симонову, исполненную Высоцким и актёрами Театра на Таганке в Центральном Доме Литераторов на юбилейном вечере писателя 28 ноября 1965 года в его день рождения.
- 2008 г. 1 CD 1960-1963 г.
- 2008 г. 2 CD 1964 г.
- 2008 г. 3 CD 1965-1966 г.
- 2008 г. 4 CD 1966-1967 г.
- 2008 г. 5 CD 1967-1968 г.
- 2008 г. 6 CD 1968-1969 г.
- 2008 г. 7 CD 1969-1970 г.
- 2008 г. 8 CD 1970-1971 г.
- 2008 г. 9 CD 1971-1972 г.
- 2008 г. 10 CD 1972-1973 г.
- 2008 г. 11 CD 1973-1974 г.
- 2008 г. 12 CD 1973 г.
- 2008 г. 13 CD 1974-1976 г.
- 2008 г. 14 CD 1976-1977 г.
- 2008 г. 15 CD 1978-1980 г.

#### 2012 г. Серия «SoLyd Records» с «Bomba-Music» «Концерты бокс белый»
В 2012—2013 годах к 75-летнему юбилею Владимира Высоцкого компании «SoLyd Records» и «Bomba-Music» выпустили коллекционный набор «Владимир Высоцкий – Концерты. Бокс – Белый (8xLP)» — 6 виниловых альбомов с отреставрированными песнями из  известных концертов («Белый бокс»). Комплект повторяет так называемую «концертную серию» компакт-дисков «SoLyd Records», выпускавшуюся в 1996-2004 г. Белый бокс включает концерты:
- 2012 г. «Нью-Йоркский концерт 17 января 1979 года, часть 1» (SLR LP 0061)
- 2012 г. «Нью-Йоркский концерт 17 января 1979 года, часть 2» (SLR LP 0062)
- 2012 г. «Концерт в НИКФИ 26 января 1968 года» (SLR LP 0088)
- 2012 г. «Концерт в ДК „Коммуна“ 27 марта 1980 года, часть 1» (SLR LP 0097)
- 2012 г. «Концерт в ДК „Коммуна“ 27 марта 1980 года, часть 2» (SLR LP 0098)
- 2012 г. «Концерт в ДК „Юбилейный“ (Ивантеевка) 23 января 1976 года, часть 1» (SLR LP 0142)
- 2012 г. «Концерт в ДК „Юбилейный“ (Ивантеевка) 23 января 1976 года, часть 2» (SLR LP 0143)
- 2012 г. «Концерт в Торонто 12 апреля 1979 года, часть 1» (SLR LP 0085)
- 2012 г. «Концерт в Торонто 12 апреля 1979 года, часть 2» (SLR LP 0086)
- 2012 г. «Концерт в Кёльне 5 апреля 1979 года» (SLR LP 0111)

#### 2013 г. Серия «SoLyd Records» с «Bomba-Music» «Концерты бокс чёрный»
Чуть позже (в 2013 году) был выпущен второй коллекционный набор грампластинок с концертными записями: «Владимир Высоцкий – Концерты. Бокс – Чёрный (8xLP)». Чёрный бокс включает концерты:
- 2013 г. «Концерт в Клубе МВД, Москва, апрель 1970 года» (SLR LP 0237)
- 2013 г. «Концерт в 11-й медсанчасти 10 мая 1970 года» (SLR LP 0247)
- 2013 г. «Концерт в НИИ хирургии им. А. В. Вишневского 27 февраля 1976 года» (SLR LP 0238)
- 2013 г. «Концерт в ДК „Фархад“, г. Навои, Узбекская ССР, 23 июля 1979 года» (SLR LP 0239)
- 2013 г. «Концерт в Москве 25 июня 1965 года, часть 1» (SLR LP 0240-1)
- 2013 г. «Концерт в Москве 25 июня 1965 года, часть 2» (SLR LP 0240-2)
- 2013 г. «Концерт в Центральном театре кукол, 25 декабря 1973 года, часть 1» (SLR LP 0242-1)
- 2013 г. «Концерт в Центральном театре кукол, 25 декабря 1973 года, часть 2» (SLR LP 0242-2)

#### 2013 г. Серия «Bomba-Music» «Высоцкий в записях М. Шемякина»
Серия пластинок «Bomba Music» «Владимир Высоцкий в записях Михаила Шемякина» состоит из 7 пластинок вышедших в 2013 г.

### С участием Высоцкого

#### Дискоспектакли
- 1987 г. Пушкин А. «Маленькие трагедии» (Грампластинка М40 47747 009, М40 47748)

#### Сборники песен
В период с 1980 по 1990 года вышло 9 пластинок, в которые входили по одной или несколько песен Высоцкого, в основном это песни из кинофильмов и сборники военных песен (например, «Друзьям-однополчанам», «День Победы»). На общем фоне выделяются только 2 диска, на которых кроме бо́льшего, по сравнению с другими пластинками, количества песен, представлены также стихи Высоцкого в исполнении его друзей и коллег:
- 1987 г. «Хоть немного ещё постою на краю» (Грампластинка С60 25427 003).
- 1990 г. «О времени и о судьбе» (Грампластинка МС40 29415 001)

Также песни Высоцкого звучали на 11 пластинках в музыкальных журналах (в основном, «Кругозор»).

### Трибьюты
Высоцкий является одним из самых исполняемых музыкантов. Среди всех кавер-версий можно отметить полноценные трибьют-альбомы:
- 1996 г. «Странные скачки», трибьют записанный рок-музыкантами;
- 2004 г. «Парус» — трибьют Владимиру Высоцкому в исполнении Григория Лепса;
- 2007 г. «Второй» — второй трибьют Владимиру Высоцкому в исполнении Григория Лепса;
- 2010 г. «Tribute to Владимир Высоцкий: Натянутый канат 33 года спустя», трибьют в исполнении поп-исполнителей и актеров;
- 2014 г. «Мой Высоцкий», трибьют Владимиру Высоцкому в исполнении Гарика Сукачева. В записи приняли участие Сергей Галанин, Александр Ф. Скляр, Павел Кузин и другие;
- 2017 г. А.Ф. Скляр · Ва-Банкъ — «Оставайтесь, друзья, моряками!», Песни Владимира Высоцкого.

## За рубежом

### Франция
- 1977 г. «Le nouveau chansonnier international U.R.S.S.» (LE CHANT DU MONDE LDX 74581 (XA1A 74581))
- 1977 г. «Vladimir Vissotsky» (RCA Victor PL 37029)
- 1977 г. «La corde raide» (Polydor 2473 077)
- 1981 г. «Chanson des temps nouveaux» (LE CHANT DU MONDE LDX 74581 (XA1A 74581)) — пластинка «Le nouveau chansonnier international U.R.S.S.» 1977 г. переиздана под новым названием и в новом оформлении.
- 1981 г. «Le vol arrêté» (LE CHANT DU MONDE LDX 74 762/63 (XE1D 74 762/63))
- 1988 г. «Vissotsky Vladimir, Marina Vladi» (LE CHANT DU MONDE)

Серия пластинок «A La Memoire De Vladimir Vyssotski / Светлой памяти Владимира Высоцкого»:
- 1984 г. «A La Memoire De Vladimir Vyssotski» («Сигнальный». Песни, выступления, посвящения) (VV-000)
- 1984 г. «Архивные записи» (VV-00A)
- 1984 г. «Песни 1959—1961 годов» (VV-00B)
- 1984 г. «Песни 1961—1963 годов» (VV-001)
- 1984 г. «Песни 1962—1964 годов» (VV-002)
- 1984 г. «Песни 1963—1965 годов» (VV-003)
- 1984 г. Шекспир В., «Гамлет»: Спектакль Театра на Таганке (VV-020 bis). На трёх пластинках.
- 1984 г. «Владимир Высоцкий: Спектакль Московского театра драмы и комедии на Таганке» (VV-021 bis). На трёх пластинках.

### США
- 1972 г. «Underground Soviet Ballads» (VOICE RECORDS RTV 101R)
- 1974 г. «Visotsky» (67218). Так называемый «Андреевский» альбом
- 1979 г. «Нью-Йоркский концерт Владимира Высоцкого» (ME-101545). На двух пластинках
- 1981 г. «Избранные песни» (Tec-Art, Inc. VI-810218). На двух пластинках
- 1981 г. «Концерт в Торонто» (Kismet Record Co. K-115)
- 1982 г. «Робин Гуд» (Kismet Record Co. ExK-121)
- 1982 г. «Формулировка» (INTERMUSIC)
- 1983 г. «It is not over yet» (SIGN PRODUCTION, INC. S-002)
- 1984 г. «Высоцкий начинался так» (SIGN PRODUCTION, INC. S-003)
- 1984 г. «Песни об Америке» (SIGN PRODUCTION, INC. S-004) Песни для кинофильма «Бегство мистера Мак-Кинли»
- 1985 г. «Блатная романтика» (SIGN PRODUCTION, INC. S-005)
- 1987 г. «Антисказки» (Literary Frontier Publishers LFP 006)
- Также в США в 1987 г. вышла серия из 7 пластинок «Владимир Высоцкий в записях Михаила Шемякина»

(CH-LRP 8822 — CH-LRP 8828)

### Финляндия
- 1979 г. Mustaa Kultaa Vladimir Vysotski ja Melodija-yhtye (kk-38 Stereo)

### Германия
- 1980 г. «Vladimir Vissotski. „Von der Erde“ und andere Lieder» (LE CHANT DU MONDE, Verlag «pläne» GmbH 88 212)
- 1987 г. «Vladimir Vissotski. Wir drehen die Erde. Lieder II» (Verlag «pläne» GmbH 88534)
- 1987—1988 гг. «Vladimir Vissotski. Lieder III» (Verlag «pläne» GmbH 88535)
- 1989 г. «Wladimir Wissozky singt» (Aufbau-Verlag / Amiga 5 95 070, 5 песен)

### Болгария
В Болгарии было выпущено 4 персональных пластинки Высоцкого:
- 1979 г. «Баллады и песни» (совместное производство «Мелодия», БалканТон С90-10769, С90-10770)
- 1981 г. «Владимир Висоцки. Автопортрет. Българска телевизия представя» (БалканТон BTA 10796)
- 1984 г. «Владимир Висоцки. Поети с китара» (Balkanton BTK 3801). Миньон
- 1981 г. «Владимир Высоцки в България» (Balkanton Trading BTTtM 1026)
- А также 2 сборника, в которые входили и песни Высоцкого.

### Япония
В Японии было выпущено 2 персональных пластинки Высоцкого:.
- 1982 г. «Vysotsky sings his favorites» (Victor VIP 7308)
- 1985 г. «Vladimir Vissotski» (OMAGATOKI SC-4001) На двух пластинках.
- А также 2 сборника, в которые среди прочих входили и песни Высоцкого.

### Корея
В 1992 г. выпущено 2 пластинки.
- 1992 г. «Кони привередливые» (King Record Co, Ltd. KP-2134)
- 1992 г. «Vladimir Vysotsky. Golden best» (King Record Co, Ltd. KPL-3201)

### Израиль
- В 1974 г. (1975 г.) вышла пластинка «Неизданные песни русских бардов» (Arton BAN 14472), на которой есть две песни Высоцкого: Холода, Звёзды.